# Tarik Muharemović
Tarik Muharemović (pronuncia bosniaca [tâːrik muxâːremoʋitɕ]; Lubiana, 28 febbraio 2003) è un calciatore bosniaco, difensore del Sassuolo e della nazionale bosniaca.

## Biografia
Ha dichiarato di parlare correttamente cinque lingue: italiano, inglese, bosniaco, sloveno e tedesco.

## Caratteristiche tecniche
Difensore centrale mancino, può giocare anche come terzo a sinistra in una difesa a 3. Tra i suoi idoli calcistici ci sono Giorgio Chiellini, conosciuto ai tempi della Juventus, e il suo connazionale Emir Spahić.

## Carriera

### Club

#### Wolfsberger e Juventus
Muharemović è cresciuto nei settori giovanili di Austria Kärnten, Austria Klagenfurt e Wolfsberger, con cui ha debuttato il 25 aprile 2021 nell'incontro di Bundesliga perso 2-1 contro il Salisburgo.
Rimasto svincolato al termine della stagione, 10 agosto ha firmato un quadriennale con la Juventus che lo ha assegnato alla formazione Primavera. L'anno successivo è stato promosso nella Juventus Next Gen, dove ha debuttato il 13 settembre 2022 nell'incontro di Serie C perso 2-1 contro il Padova. Ha segnato il suo primo gol in carriera l'11 dicembre seguente nella trasferta persa 2-1 contro l'Arzignano. La stagione successiva si è consolidato come titolare al centro della difesa giocando 40 incontri fra campionato e coppa, oltre ad aver indossato in varie occasioni la fascia da capitano. Il 4 gennaio 2024 ha ricevuto la prima convocazione in prima squadra, per la partita di Coppa Italia contro la Salernitana.

#### Sassuolo
Il 28 agosto 2024, è stato ceduto al Sassuolo, in Serie B, in prestito con diritto di riscatto, commutabile in obbligo al verificarsi di determinate condizioni. Ha debuttato con i neroverdi il 21 settembre seguente, nella partita di campionato contro il Cosenza; tre giorni più tardi, ha segnato il primo gol dell'incontro di Coppa Italia vinto per 2-0 in casa del Lecce. "Il 12 gennaio 2025 realizza il suo primo gol in Serie B nella vittoria esterna per 2-1 contro la Salernitana. 
In seguito alla vittoria del campionato da parte dei neroverdi, e alla loro conseguente promozione in Serie A, il difensore è stato riscattato dal Sassuolo per circa tre milioni di euro firmando un contratto di 5 anni fino al 30 Giugno 2030, più il 50% su una futura rivendita a favore della Juventus.

### Nazionale
Ha giocato con le nazionali giovanili bosniache Under-19 ed Under-21.
Il 3 giugno 2024 ha debuttato con la nazionale maggiore nell'amichevole persa 3-0 contro l'Inghilterra. Il 10 giugno 2025 segna il suo primo gol con la maglia della nazionale, nella sconfitta per 2-1 sul campo della Slovenia.

## Statistiche

### Presenze e reti nei club
Statistiche aggiornate al 13 maggio 2025.
| Stagione                 | Squadra                  | Campionato               | Campionato | Campionato | Coppe nazionali | Coppe nazionali | Coppe nazionali | Coppe continentali | Coppe continentali | Coppe continentali | Altre coppe | Altre coppe | Altre coppe | Totale | Totale | Totale |
| Stagione                 | Squadra                  | Comp                     | Pres       | Reti       | Comp            | Pres            | Reti            | Comp               | Pres               | Reti               | Comp        | Pres        | Reti        | Pres   | Reti   |        |
| ------------------------ | ------------------------ | ------------------------ | ---------- | ---------- | --------------- | --------------- | --------------- | ------------------ | ------------------ | ------------------ | ----------- | ----------- | ----------- | ------ | ------ | ------ |
| 2020-2021                | Wolfsberger II           | RL                       | 10         | 0          | -               | -               | -               | -                  | -                  | -                  | -           | -           | -           | 10     | 0      |        |
| 2020-2021                | Wolfsberger              | BL                       | 5+1        | 0          | CA              | 0               | 0               | -                  | -                  | -                  | -           | -           | -           | 6      | 0      |        |
| 2022-2023                | Juventus Next Gen        | C                        | 13         | 1          | CI-C            | 3               | 0               | -                  | -                  | -                  | -           | -           | -           | 16     | 1      |        |
| 2023-2024                | Juventus Next Gen        | C                        | 34+6       | 1          | CI-C            | 1               | 0               | -                  | -                  | -                  | -           | -           | -           | 41     | 1      |        |
| Totale Juventus Next Gen | Totale Juventus Next Gen | Totale Juventus Next Gen | 47+6       | 2          |                 | 4               | 0               |                    | -                  | -                  |             | -           | -           | 57     | 2      |        |
| 2024-2025                | Sassuolo                 | B                        | 28         | 1          | CI              | 2               | 1               | -                  | -                  | -                  | -           | -           | -           | 30     | 2      |        |
| Totale carriera          | Totale carriera          | Totale carriera          | 97         | 3          |                 | 6               | 1               |                    | -                  | -                  |             | -           | -           | 103    | 4      |        |

### Cronologia presenze e reti in nazionale
| Cronologia completa delle presenze e delle reti in nazionale ― Bosnia ed Erzegovina | Cronologia completa delle presenze e delle reti in nazionale ― Bosnia ed Erzegovina | Cronologia completa delle presenze e delle reti in nazionale ― Bosnia ed Erzegovina | Cronologia completa delle presenze e delle reti in nazionale ― Bosnia ed Erzegovina | Cronologia completa delle presenze e delle reti in nazionale ― Bosnia ed Erzegovina | Cronologia completa delle presenze e delle reti in nazionale ― Bosnia ed Erzegovina | Cronologia completa delle presenze e delle reti in nazionale ― Bosnia ed Erzegovina | Cronologia completa delle presenze e delle reti in nazionale ― Bosnia ed Erzegovina |
| Data                                                                                | Città                                                                               | In casa                                                                             | Risultato                                                                           | Ospiti                                                                              | Competizione                                                                        | Reti                                                                                | Note                                                                                |
| ----------------------------------------------------------------------------------- | ----------------------------------------------------------------------------------- | ----------------------------------------------------------------------------------- | ----------------------------------------------------------------------------------- | ----------------------------------------------------------------------------------- | ----------------------------------------------------------------------------------- | ----------------------------------------------------------------------------------- | ----------------------------------------------------------------------------------- |
| 3-6-2024                                                                            | Newcastle upon Tyne                                                                 | Inghilterra                                                                         | 3 – 0                                                                               | Bosnia ed Erzegovina                                                                | Amichevole                                                                          | -                                                                                   | 82’                                                                                 |
| 9-6-2024                                                                            | Empoli                                                                              | Italia                                                                              | 1 – 0                                                                               | Bosnia ed Erzegovina                                                                | Amichevole                                                                          | -                                                                                   | 89’                                                                                 |
| 16-11-2024                                                                          | Friburgo in Brisgovia                                                               | Germania                                                                            | 7 – 0                                                                               | Bosnia ed Erzegovina                                                                | UEFA Nations League 2024-2025 - 1º turno                                            | -                                                                                   |                                                                                     |
| 19-11-2024                                                                          | Zenica                                                                              | Bosnia ed Erzegovina                                                                | 1 – 1                                                                               | Paesi Bassi                                                                         | UEFA Nations League 2024-2025 - 1º turno                                            | -                                                                                   |                                                                                     |
| 7-6-2025                                                                            | Zenica                                                                              | Bosnia ed Erzegovina                                                                | 1 – 0                                                                               | San Marino                                                                          | Qual. Mondiali 2026                                                                 | -                                                                                   | 46’                                                                                 |
| 10-6-2025                                                                           | Celje                                                                               | Slovenia                                                                            | 2 – 1                                                                               | Bosnia ed Erzegovina                                                                | Amichevole                                                                          | 1                                                                                   |                                                                                     |
| Totale                                                                              |                                                                                     | Presenze                                                                            | 6                                                                                   |                                                                                     | Reti                                                                                | 1                                                                                   |                                                                                     |

## Palmarès
- Campionato italiano di Serie B: 1

Sassuolo: 2024-2025